# Piccole principesse Lil'Pri
Piccole principesse Lil'Pri (ひめチェン！おとぎちっくアイドル リルぷりっ?, Hime chen! Otogi chikku aidoru Rirupuri, Hime chen! Otogi chikku idol Lilpri, lett. "Trasformazione in principesse! Le incantevoli idol Lilpri") è un anime shōjo tratto dal videogioco omonimo realizzato da SEGA. I 51 episodi che lo compongono sono stati trasmessi in Giappone su TV Tokyo dal 4 aprile 2010 al 27 marzo 2011; in Italia, la serie è stata trasmessa su Rai 2 dal 2 luglio al 10 settembre 2012.
Esistono due manga, realizzati da Mai Jinna: Puriri! Lilpri (ぷりりっ！リルぷりっ?), tratto dall'anime, e Lilpri (リルぷりっ?), tratto dal videogioco.

## Trama
Il Mondo delle Fiabe è in pericolo. Le sue principesse e i rispettivi regni stanno scomparendo, causando ripercussioni anche sulla Terra. Per salvare il Mondo delle Fiabe, la Regina invia sulla Terra i Magic Pet Sei, Dai e Ryoku per trovare tre ragazze dotate del Potere Regale che, utilizzando le gemme magiche, si trasformino nelle Super Miracle Idols, le principesse Biancaneve, Cenerentola e la Principessa della Luna. Le prescelte sono tre bambine delle elementari, Ringo, Leila e Natsuki, che si trasformano in ragazze teenager e diventano molto amate come il trio di idol Piccole Principesse, o Lil'Pri. Utilizzando le loro canzoni, devono raccogliere le Note della Felicità dagli umani e salvare il Mondo delle Fiabe, e contemporaneamente mantenere segreta la loro identità: se un essere umano dovesse scoprire che sono le Lil'Pri, perderebbero la possibilità di trasformarsi, condannando il Mondo delle Fiabe.

## Personaggi

### Personaggi principali
Ringo Yukimori (雪森 りんご?, Yukimori Ringo)
Doppiata da: Ayaka Wada (ed. giapponese), Chiara Oliviero (ed. italiana)
È una bambina delle elementari dolce e impulsiva, che sogna di diventare una idol quando diventerà adulta. È sempre pronta per qualsiasi avventura e va molto d'accordo con i bambini piccoli. I suoi genitori, Toshio e Fujiko, possiedono una pasticceria che realizza "i migliori dolci di mele del mondo". Ha sette fratelli minori identici, chiamati come i giorni della settimana. Si trasforma in Biancaneve e il suo simbolo è una mela. Il suo Magic Pet è Sei. Al polso sinistro porta un braccialetto rosa, nel quale è incastonato il diamante che le permette di trasformarsi.
Leila Takashiro (高城 レイラ?, Takashiro Reira)
Doppiata da: Yūka Maeda (ed. giapponese), Veronica Puccio (ed. italiana)
È una bambina delle elementari goffa, ingenua e dall'animo generoso che tende a dimenticare le cose e a perdersi. È brava nei lavori manuali. Suo padre, Marco Peperoncino, è italiano, mentre sua madre Maruko è giapponese. Si trasforma in Cenerentola, il cui simbolo è uno scintillio. Il suo Magic Pet è Dai. Al polso sinistro porta un braccialetto blu, nel quale è incastonato il diamante che le permette di trasformarsi.
Natsuki Sasahara (笹原 名月?, Sasahara Natsuki)
Doppiata da: Kanon Fukuda (ed. giapponese), Eva Padoan (ed. italiana)
È una bambina delle elementari precisa, onesta, testarda e responsabile, molto metodica, che pretende ordine e disciplina. Detesta le bugie e pensa di potersela sempre cavare da sola. La sua famiglia, benestante, vende tessuti per realizzare kimono. I suoi genitori sono all'estero e lei vive con i nonni, anche se le mancano molto sua madre e suo padre. È molto brava negli sport, le piace la poesia haiku e si trasforma nella Principessa della Luna, il cui simbolo è la Luna crescente. Il suo Magic Pet è Ryoku, con cui non va molto d'accordo. Al polso sinistro porta un braccialetto viola, nel quale è incastonato il diamante che le permette di trasformarsi.
Chris (クリス?, Kurisu) / Wish (ウィッシュ?, Wisshu)
Doppiato da: Tetsuya Kakihara (ed. giapponese), Patrizio Cigliano (ed. italiana)
È il figlio della Regina e il Principe del Mondo delle Fiabe. Per salvare il suo regno, andò alla ricerca delle gemme magiche che avrebbero risvegliato le Principesse, ma la custode delle pietre, in cambio, lo trasformò in un coniglio molto simile al Bianconiglio di Alice nel Paese delle Meraviglie. Decise poi di andare sulla Terra ad aspettare il risveglio delle Lil'Pri. Qui, per rendere tutti felici con le sue canzoni, assunse l'identità segreta di Wish, un popolare idol, dal carattere freddo e misterioso, piuttosto restio a sorridere, di cui Ringo, Leila e Natsuki sono grandi fan. Quando si indebolisce e quando non c'è più bisogno di Wish, torna ad essere un coniglio. Se dovesse mantenere questa forma troppo a lungo, resterebbe un coniglio comune, senza parola, per sempre. Per annullare l'incantesimo della custode, deve assistere ad un evento rarissimo chiamato Bagliore Finale. Possiede un orologio che gli permette di controllare la situazione del Mondo delle Fiabe e di verificare se è sparito qualche abitante, oltre che a trasformarlo in umano quando vuole. Adora le omelette di riso.
Sei (セイ?, Sei)
Doppiato da: Reiko Takagi (ed. giapponese), Monica Bertolotti (ed. italiana)
Magic Pet di Ringo, è un pappagallino blu, compagno di Biancaneve. Viveva nella foresta dove quest'ultima si perse mentre scappava dalla Regina. Si innamora della canarina Ran, che tuttavia non lo ricambia, essendo fidanzata con uno sconosciuto di nome Rei. È bravo in matematica e spesso aiuta Ringo a fare i compiti.
Dai (ダイ?, Dai)
Doppiato da: Yūka Nakatsukasa (ed. giapponese), Barbara Pitotti (ed. italiana)
Magic Pet di Leila, è un ghiro marrone che ama mangiare, ed è molto sensibile come la sua padrona. Abitava nel castello di Cenerentola. La sua coda folta porta le persone a credere che sia uno scoiattolo. Aiuta Leila a ricordare le cose che dimentica.
Ryoku (リョク?, Ryoku)
Doppiato da: Risa Hayamizu (ed. giapponese), Paola Majano (ed. italiana)
Magic Pet di Natsuki, è un drago, ma non ha ancora imparato né a volare, né a sputare fuoco. È molto vorace e sembra scorbutico, ma in realtà è dolce e gentile. Viveva nel bosco di bambù intorno alla residenza della Principessa della Luna. Inizialmente non va molto d'accordo con Natsuki e la prende in giro perché non è sempre sincera sui propri sentimenti; successivamente, però, diventano amici. Viene spesso scambiato per un pupazzo o dei broccoli.
Vivi (ビビ?, Bibi)
Doppiata da: Miyuki Sawashiro (ed. giapponese), Eleonora Reti (ed. italiana)
È una gatta grigia del Mondo delle Fiabe, Magic Pet della custode delle gemme che sono incastonate nei braccialetti delle Lil'Pri. È vanitosa e molto legata alla sua padrona, che la salvò quando era piccola. Ammira il principe Chris e cercò di fermarlo quando questi andò a prendere le gemme, per evitare che fosse trasformato in coniglio, ma non ci riuscì. È sempre alla ricerca del Bagliore Finale che riporterà Chris alla sua forma umana. Odia le Lil'Pri, vive in una casetta su un albero del Sakura Park e può volare allargando le orecchie. Capisce il linguaggio degli altri animali.

### Altri personaggi
Regina del Mondo delle Fiabe (おとぎの国の女王?, Otogi no Kuni no Joō)
Doppiata da: Rei Sakuma (ed. giapponese), Monica Gravina (ed. italiana)
La buona e saggia regina del Mondo delle Fiabe, nonché la madre di Chris. Le manca molto suo figlio ed è brava a cucinare le omelette di riso. Utilizza il suo potere per mantenere in vita il suo regno finché non saranno tornate tutte le Note della Felicità.
Roo (ルゥ?, Rū)
Doppiata da: Akemi Kanda (ed. giapponese), Letizia Ciampa (ed. italiana)
Ninfa del regno delle fiabe, è sempre al fianco della Regina e guida le Lil'Pri durante la loro visita al regno. È la fatina dei fiori, che riempie il Mondo delle Fiabe di fiori profumati. Nella versione italiana, il suo nome viene pronunciato proprio come "Ro-o", a differenza della versione originale in cui viene chiamata "Ru".
Strega (魔女?, Majo)
Doppiata da: Kikuko Inoue (ed. giapponese), Renata Bertolas (ed. italiana)
È la più terribile e infida strega della fiaba di Biancaneve, tenuta rinchiusa in una prigione di ghiaccio dalla padrona di Vivi, su ordine della Regina del Mondo delle Fiabe, perché, dopo aver giocato scherzi e cattiverie, cercò di rubare le gemme che sarebbero poi appartenute alle Lil'Pri. Con un inganno riesce a liberarsi e cerca di sbarazzarsi delle Lil'Pri, per diventare la più bella del reame al loro posto, ma lo specchio magico riesce persino ad ingannarla. Grazie all'aiuto di Vivi, che crede, in buona fede, che possa riportare Chris alla forma umana, riesce ad arrivare nel mondo degli umani. Dopo essere stata sconfitta dai protagonisti, torna ad essere buona nell'ultimo episodio. Ha la capacità di comandare i corvi.
Toshio Yukimori (雪森 林檎朗?, Yukimori Ringorō, Ringoro Yukimori)
Doppiato da: Tokuyoshi Kawashima (ed. giapponese), Gianni Bersanetti (ed. italiana)
Il padre di Ringo, gestisce un chiosco che vende dolci di mele insieme alla moglie. È un uomo calmo, ma sa anche essere spericolato.
Fujiko Yukimori (雪森 フジコ?, Yukimori Fujiko)
Doppiata da: Ai Uchikawa (ed. giapponese), Paola Majano (ed. italiana)
La madre di Ringo, gestisce un chiosco che vende dolci di mele insieme al marito. A differenza del marito, non si arrabbia mai.
I sette fratelli di Ringo (りんごの弟（七つ子）?, Ringo no otōto (Nanatsu-ko))
Doppiati da: Azusa Kataoka (Lunedì e Venerdì), Mana Hirata (Martedì), Yū Shimamura (Mercoledì), Kozue Harashima (Giovedì) e ? (Sabato e Domenica) (ed. giapponese), ? (ed. italiana)
I fratellini di Ringo, sono sette gemelli chiamati come i giorni della settimana e soprannominati "Sette Nani". Sono sempre pieni di energie.
Marco Peperoncino (マルコ・パパロンチーノ?, Maruko Paparonchīno)
Doppiato da: Hiroshi Tsuchida (ed. giapponese), ? (ed. italiana)
Il padre di Leila, è italiano e gestisce un negozio di scarpe chiamato Crystal Shoes. Lui e Maruko si sono conosciuti in un aeroporto dove Maruko lavorava come assistente di volo.
Maruko Takashiro (高城 円子?, Takashiro Maruko)
Doppiata da: Mana Hirata (ed. giapponese), ? (ed. italiana)
La madre di Leila, è un'assistente di volo. Lei e Marco si sono conosciuti in un aeroporto dove Maruko lavorava come assistente di volo.
Nonno di Natsuki (名月の祖父?, Natsuki no sofu)
Doppiato da: Kiyohito Yoshikai (ed. giapponese), Ambrogio Colombo (ed. italiana)
Il nonno di Natsuki.
Nonna di Natsuki (名月の祖母?, Natsuki no sobo)
Doppiata da: Kyōko Yamaguchi (ed. giapponese), ? (ed. italiana)
La nonna di Natsuki.
Taro Atsui (熱井 太郎?, Atsui Tarō)
Doppiato da: Kenta Miyake (ed. giapponese), Massimo Bitossi (ed. italiana)
L'insegnante della scuola di Ringo, Leila e Natsuki. È sposato con Moeko.
Kotaro Saotome (早乙女 光太郎?, Saotome Kōtarō)
Doppiato da: Motoko Kumai (ed. giapponese), ? (ed. italiana)
Compagno di classe di Ringo, Leila e Natsuki. Proviene da una famiglia benestante e suona il violino.

## Anime
L'anime, prodotto da Telecom Animation Film, è composto da 51 episodi, andati in onda su TV Tokyo dal 4 aprile 2010 al 27 marzo 2011. Dal 25 agosto 2010, la serie è stata raccolta in 13 DVD, pubblicati da Shogakukan.
In Italia è stato trasmesso su Rai 2 dal 2 luglio al 10 settembre 2012 all'interno del contenitore Cartoon Flakes.

### Episodi
| Nº | Titolo italiano Giapponese 「Kanji」 - Rōmaji - Traduzione letterale                                                                                                | In onda           | In onda           |
| Nº | Titolo italiano Giapponese 「Kanji」 - Rōmaji - Traduzione letterale                                                                                                | Giapponese        | Italiano          |
| 1  | Le tre principessine 「プリンセスみーつけた☆ぷりっ！」 - Purinsesu mītsuketa☆Puri! – "Le principesse sono state trovate☆Pri!"                                       | 4 aprile 2010     | 2 luglio 2012     |
| 2  | Pasticceri per caso 「魔ペット大失敗☆ぷりっ！」 - Mapetto dai shippai☆Puri! – "Il grande errore dei Ma'Pet☆Pri!"                                                    | 11 aprile 2010    | 3 luglio 2012     |
| 3  | La bandiera del cuore 「ひめさまは忘れんぼ☆ぷりっ！」 - Hime-sama wa wasurenbo☆Puri! – "La principessa è smemorata☆Pri!"                                            | 18 aprile 2010    | 4 luglio 2012     |
| 4  | La maestra di danza 「お師匠さまがやってきた☆ぷりっ！」 - Oshishō-sama ga yattekita☆Puri! – "L'insegnante è arrivata☆Pri!"                                          | 25 aprile 2010    | 5 luglio 2012     |
| 5  | Smarrito e in grossi guai 「まいごで大さわぎ☆ぷりっ！」 - Maigo de ōsawagi☆Puri! – "Tumulto per un bambino scomparso☆Pri!"                                          | 2 maggio 2010     | 6 luglio 2012     |
| 6  | Il sorriso di Wish 「プリンセス修行だヨ☆ぷりっ！」 - Purinsesu shugyō da yo☆Puri! – "È un allenamento per principesse☆Pri!"                                         | 9 maggio 2010     | 9 luglio 2012     |
| 7  | Un musicista da rincuorare 「おケイコやーめた☆ぷりっ！」 - Okeiko yāmeta☆Puri! – "L'allenamento è finito☆Pri!"                                                      | 16 maggio 2010    | 10 luglio 2012    |
| 8  | Caccia all'autografo 「Ｗｉｓｈをおいかけろ☆ぷりっ！」 - Wish wo oikakero☆Puri! – "Caccia a Wish☆Pri!"                                                              | 23 maggio 2010    | 11 luglio 2012    |
| 9  | Una partita di pallone 「ぷりぷりサッカー☆ぷりっ！」 - Puripuri Sakkā☆Puri! – "PriPri Soccer☆Pri!"                                                                  | 30 maggio 2010    | 12 luglio 2012    |
| 10 | Cuore in tumulto 「五七五でラブラブ☆ぷりっ！」 - Goshichigo de raburabu☆Puri! – "Love-love in forma di haiku☆Pri!"                                                  | 6 giugno 2010     | 13 luglio 2012    |
| 11 | La scarpetta di cristallo 「ビッグなシンデレラ☆ぷりっ！」 - Biggu na Shinderera☆Puri! – "La grande Cenerentola☆Pri!"                                                | 13 giugno 2010    | 16 luglio 2012    |
| 12 | Il miglior dolce di mele al mondo 「世界一のアップルパイ☆ぷりっ！」 - Sekaīchi no appuru pai☆Puri! – "La migliore torta di mele del mondo☆Pri!"                     | 20 giugno 2010    | 17 luglio 2012    |
| 13 | Le bugie hanno le gambe corte 「さいごのひめチェン？☆ぷりっ！」 - Saigo no hime chen?☆Puri! – "L'ultima trasformazione in principessa?☆Pri!"                        | 27 giugno 2010    | 18 luglio 2012    |
| 14 | I regali della Regina 「おとぎの国にきちゃった☆ぷりっ！」 - Otogi no Kuni ni kichatta☆Puri! – "Siamo arrivate nel Regno delle Fiabe☆Pri!"                           | 4 luglio 2010     | 19 luglio 2012    |
| 15 | Una vera magia 「マジ？まじマジック☆ぷりっ！」 - Maji? Maji majikku☆Puri! – "Seriamente? Seriamente magico☆Pri!"                                                    | 11 luglio 2010    | 20 luglio 2012    |
| 16 | Le scarpe di Kumi 「ハッピー靴とリリースイベント！ぷり！」 - Happī kutsu to rirīsu ibento!☆Puri! – "Le scarpe felici e l'evento stampa!☆Pri!"                       | 18 luglio 2010    | 23 luglio 2012    |
| 17 | L'incontro con la sirena 「マーメイド・リリちゃん☆ぷりっ！」 - Māmeido Rirī-chan☆Puri! – "La sirena Lili☆Pri!"                                                      | 25 luglio 2010    | 24 luglio 2012    |
| 18 | Il padre di Leila 「おかえり、レイラパパ☆ぷりっ！」 - Okaeri, Reira papa☆Puri! – "Bentornato, papà di Leila☆Pri!"                                                   | 1º agosto 2010    | 25 luglio 2012    |
| 19 | Prova di coraggio 「きもだめしだゾーッ☆ぷりっ！」 - Kimodameshida zōtsu☆Puri! – "Un test di coraggio☆Pri!"                                                          | 8 agosto 2010     | 26 luglio 2012    |
| 20 | La perdita della memoria 「思いだせ！魔ペット☆ぷりっ！」 - Omoidase! Mapetto☆Puri! – "Ricordate! Ma'Pet☆Pri!"                                                       | 15 agosto 2010    | 27 luglio 2012    |
| 21 | Mamma per un giorno! 「ひめさまがおかあさま☆ぷりっ！」 - Hime-sama ga okā-sama☆Puri! – "La principessa fa la mamma☆Pri!"                                            | 22 agosto 2010    | 30 luglio 2012    |
| 22 | Avventura da sogno! 「夏の思い出とんじゃビー！☆ぷりっ！」 - Natsu no omoide!☆Puri! – "Ricordi estivi!☆Pri!"                                                         | 29 agosto 2010    | 31 luglio 2012    |
| 23 | La casa dei dolci tradizionali 「おかしの家が落ちてきた☆ぷりっ！」 - Okashi no ie ga ochi tekita☆Puri! – "La casa dei dolci è caduta dal cielo☆Pri!"                | 5 settembre 2010  | 1º agosto 2012    |
| 24 | La Principessa della Luna 「おかしの家が落ちてきた☆ぷりっ！」 - Motemote Kaguya-hime☆Puri! – "La popolare principessa Kaguya☆Pri!"                                  | 12 settembre 2010 | 2 agosto 2012     |
| 25 | Segreto svelato 「ひみつがバレちゃった！☆ぷりっ！」 - Himitsu ga barechatta!☆Puri! – "Il segreto viene scoperto!☆Pri!"                                              | 19 settembre 2010 | 3 agosto 2012     |
| 26 | Il principe del Mondo delle Fiabe 「おとぎの国の王子さま☆ぷりっ！」 - Otogi no Kuni no ōji-sama☆Puri! – "Il principe del Regno delle Fiabe☆Pri!"                    | 26 settembre 2010 | 6 agosto 2012     |
| 27 | La ricetta della regina 「ゆめときぼうのオムライス☆ぷりっ！」 - Yume to kibō no omuraisu☆Puri! – "L'omurice di sogni e speranze☆Pri!"                               | 3 ottobre 2010    | 7 agosto 2012     |
| 28 | Attenzione! Arriva Vivi! 「いたずら魔ペット、ビビでち☆ぷりっ！」 - Itazura mapetto, Bibi dechi☆Puri! – "Il Ma'Pet burlone, arriva Vivi☆Pri!"                        | 10 ottobre 2010   | 8 agosto 2012     |
| 29 | La capoclasse 「委員長はだれがいーんでちょう☆ぷりっ！」 - Īnchō hadaregaī ndechō☆Puri! – "Chi va bene per il ruolo di Presidente del Consiglio degli Studenti☆Pri!" | 17 ottobre 2010   | 9 agosto 2012     |
| 30 | Il martello magico 「一寸法師でござるよ☆ぷりっ！」 - Issun-bōshi de gozaru yo☆Puri! – "Il ragazzo alto un pollice☆Pri!"                                             | 24 ottobre 2010   | 10 agosto 2012    |
| 31 | La festa in maschera 「小さな魔女みつけたでち☆ぷりっ！」 - Chīsa na majo mitsuketa dechi☆Puri! – "Trovata una minuscola strega☆Pri!"                                | 31 ottobre 2010   | 13 agosto 2012    |
| 32 | La prova di canto 「とどけ、リルぷりっの歌☆ぷりっ！」 - Todoke, Rirupuri no uta☆Puri! – "Risuona, canzone delle Lilpri☆Pri!"                                        | 7 novembre 2010   | 14 agosto 2012    |
| 33 | Un sentimento nascosto 「ぷりぷりキューピッド☆ぷりっ！」 - Puripuri kyūpiddo☆Puri! – "PriPri Cupido☆Pri!"                                                           | 14 novembre 2010  | 15 agosto 2012    |
| 34 | La recita scolastica 「ひめさまげきじょう☆ぷりっ！」 - Hime-sama gekijō☆Puri! – "La troupe della principessa☆Pri!"                                                  | 21 novembre 2010  | 16 agosto 2012    |
| 35 | La carta Bugia-Bugia 「魔法カードでＯｈ！たいへん☆ぷりっ！」 - Mahō kādo de Oh! Taihen☆Puri! – "La carta magica Oh! Nei guai☆Pri!"                                  | 28 novembre 2010  | 17 agosto 2012    |
| 36 | Il genio della lampada 「ナンとカレーなアイドル☆ぷりっ！」 - Nan to karē na aidoru☆Puri! – "Naan e l'idol del curry☆Pri!"                                           | 5 dicembre 2010   | 20 agosto 2012    |
| 37 | La scomparsa dei Magic Pet 「魔ペットペットどこいった☆ぷりっ！」 - Mapetto-petto dokoitta☆Puri! – "Dove vanno i Ma'Pet☆Pri!"                                        | 12 dicembre 2010  | 21 agosto 2012    |
| 38 | Babbo Natale della città 「花咲町のサンタさん☆ぷりっ！」 - Hanasaki jōi no Santa-san☆Puri! – "Babbo Natale dalla città di Hanasaki☆Pri!"                            | 19 dicembre 2010  | 22 agosto 2012    |
| 39 | Festa grande nel Mondo delle Fiabe! 「おとぎの国の大パーティー☆ぷりっ！」 - Otogi no Kuni no dai pātī☆Puri! – "L'enorme festa nel Regno delle Fiabe☆Pri!"           | 26 dicembre 2010  | 23 agosto 2012    |
| 40 | Le note dei fiori 「ひめっぷりは∞むげんだい☆ぷりっ！」 - Hime puri wa ∞ mugendai☆Puri! – "I poteri da principessa sono ∞ infiniti☆Pri!"                             | 9 gennaio 2011    | 24 agosto 2012    |
| 41 | Benvenuta Cappuccetto Rosso! 「赤ずきんちゃんいらっしゃい☆ぷりっ！」 - Akazukin-chan irasshai☆Puri! – "Benvenuta Cappuccetto Rosso☆Pri!"                            | 16 gennaio 2011   | 27 agosto 2012    |
| 42 | Il volo del cigno 「カレンに白鳥ジャンプ！☆ぷりっ！」 - Karen ni hakuchō janpu!☆Puri! – "Un cigno si tuffa su Karen☆Pri!"                                           | 23 gennaio 2011   | 28 agosto 2012    |
| 43 | Dai diventa una star 「ダイちゃんダイエット☆ぷりっ！」 - Dai-chan daietto☆Puri! – "Dai a dieta☆Pri!"                                                                | 30 gennaio 2011   | 29 agosto 2012    |
| 44 | Ryoku eroe per un giorno 「リョク、リュウになりタイガー☆ぷりっ！」 - Ryoku, ryū ninari taigā☆Puri! – "Ryoku, vuole essere un drago☆Pri!"                            | 6 febbraio 2011   | 30 agosto 2012    |
| 45 | I cioccolatini di San Valentino 「チョコっとおとひめおもてなし☆ぷりっ！」 - Chokotto Otohime omotenashi☆Puri! – "L'ospitalità di Otohime☆Pri!"                      | 13 febbraio 2011  | 31 agosto 2012    |
| 46 | Arrivederci Wish 「さよならＷｉｓｈ☆ぷりっ！」 - Sayonara Wish☆Puri! – "Addio Wish☆Pri!"                                                                            | 20 febbraio 2011  | 3 settembre 2012  |
| 47 | La strega è tra noi 「ナンバー１！？魔女がきた☆ぷりっ！」 - Nanbā 1!? Majo ga kita☆Puri! – "Numero 1!? La strega è qui☆Pri!"                                        | 27 febbraio 2011  | 4 settembre 2012  |
| 48 | L'abito degli abiti 「スペシャルドレスをさがせ！☆ぷりっ！」 - Supesharu doresu wo sagase!☆Puri! – "Alla ricerca del vestito speciale!☆Pri!"                         | 6 marzo 2011      | 5 settembre 2012  |
| 49 | Arrivederci Lil'Pri 「さよならリルぷりっ☆ぷりっ！」 - Sayonara Rirupuri☆Puri! – "Addio Lilpri☆Pri!"                                                                 | 13 marzo 2011     | 6 settembre 2012  |
| 50 | Coraggio Principesse 「かがやけ！トゥループリンセス☆ぷりっ！」 - Kagayake! Turū Purinsesu☆Puri! – "Risplendi! True Princess☆Pri!"                                   | 20 marzo 2011     | 7 settembre 2012  |
| 51 | Arrivederci Mondo delle Fiabe 「ぷりぷりリルぷりっ☆ぷりっ！」 - Puripuri Rirupuri☆Puri! – "PriPri Lilpri☆Pri!"                                                      | 27 marzo 2011     | 10 settembre 2012 |

### Sigle
La sigla italiana, scritta da Valerio Gallo Curcio ed interpretata da Vittoria Siggillino, segue lo stesso arrangiamento della prima sigla di testa giapponese, sia in apertura che in chiusura.
Sigla di apertura
- Little♥Princess☆Pri! (リトル♥ぷりんせす☆ぷりっ！?), delle Lilpri (Ayaka Wada [Ringo], Yūka Maeda [Leila], Kanon Fukuda [Natsuki]) (ep. 1-25)
- Idol-lu (アイドルール?), delle Lilpri (ep. 26-51)

Sigla di chiusura
- Otona ni narutte muzukashī!!! (大人になるって難しい！！！?), delle S/mileage (ep. 1-25)
- Vira Vira Virou! (ヴィラヴィラヴィロー！?), delle Lilpri (ep. 26-51)

Sigla di apertura e di chiusura italiana
- Piccole Principesse Lil'Pri, di Vittoria Siggillino

### Canzoni
Nella versione italiana della serie, le canzoni mantengono la base musicale originale ma con testo adattato in italiano. Contrariamente alla versione originale, in quella italiana non sono le stesse doppiatrici delle protagoniste ad intonare le musiche, ma un'altra cantante. I testi delle canzoni italiane sono scritti da Valerio Gallo Curcio e mantengono lo stesso senso di quelli originali.
Originali
- Little♥Princess☆Pri! (リトル♥ぷりんせす☆ぷりっ！?), delle Lilpri (ep. 1-13, 51)
- Happy Go Lucky☆Pri! (ハッピーゴーラッキー☆ぷりっ！?), delle Lilpri (ep. 14-26)
- Prospect☆Pri! (プロスペクト☆ぷりっ！?), delle Lilpri (ep. 27-39)
- ∞Wonder Girl☆Pri! (∞ワンダーガール☆ぷりっ！?), delle Lilpri (ep. 40-49)

Italiane
- Piccole Principesse Lil'Pri, di Vittoria Siggillino (ep. 1-13, 51)
- Versione italiana di Happy Go Lucky☆Pri!, di Vittoria Siggillino (ep. 14-26)
- Speranza, di Vittoria Siggillino (ep. 27-39)
- Super Ragazza, di Vittoria Siggillino (ep. 40-49)

Nel corso della serie, anche Wish canta una canzone, eseguita, sia in giapponese che in italiano, dal suo doppiatore, rispettivamente Tetsuya Kakihara e Patrizio Cigliano.